# John Cunningham (Bischof)
John Cunningham (* 22. Februar 1938 in Paisley; † 1. Dezember 2021 in Greenock) war ein schottischer Geistlicher, Kanonist und Theologe sowie römisch-katholischer Bischof von Galloway.

## Leben
John Cunningham wurde am Saint Mary’s College in Blairs (bei Aberdeen) und am St Peter’s College in Cardross ausgebildet. Er studierte am Päpstlichen Schottischen Kolleg und an der Päpstlichen Universität Gregoriana in Rom. Am 29. Juni 1961 empfing er die Priesterweihe für das Bistum Paisley. 1964 wurde er von der Gregoriana zum Doktor des Kirchenrechts (Dr. iur. can.) promoviert. Nach seiner Promotion war bis 1969 Kaplan in Bishopton, danach Kaplan in Paisley (von 1969 bis 1974) und Kaplan in Renfrew (von 1974 bis 1986). Ab 1967 war er zudem Professor für Kirchenrecht am Saint Peter’s College in Cardross (bis 1981). Von 1986 bis 1992 war er Offizial am Kirchengericht der Schottischen Bischofskonferenz. Von 1992 bis 2004 war er Pfarrer in Greenock und ab 1997 zudem Generalvikar des Bistums Paisley.
Papst Johannes Paul II. ernannte ihn am 7. April 2004 zum Bischof von Galloway. Die Bischofsweihe spendete ihm der Erzbischof von Saint Andrews und Edinburgh, Keith Michael Patrick O’Brien, am 28. Mai desselben Jahres; Mitkonsekratoren waren Maurice Taylor, Altbischof von Galloway, und John Aloysius Mone, Bischof von Paisley.
Am 22. November 2014 nahm Papst Franziskus seinen altersbedingten Rücktritt an.